# Gan Le'ummi Naẖal Soreq
Gan Le'ummi Naẖal Soreq (hebreiska: גן לאמי נחל שורק) är ett naturreservat i Israel.   Det ligger i distriktet Jerusalem, i den centrala delen av landet.